# Osorkon I
Osorkon I là vị vua cai trị thứ nhì thuộc Vương triều thứ 22 trong lịch sử Ai Cập cổ đại, có niên đại kéo dài trên 30 năm (922 – 887 TCN). Ông đã kế vị vua cha là Shoshenq I, người đã qua đời trong vòng một năm sau chiến dịch thành công của ông ta vào năm 923 TCN trước vương quốc Israel và Judah. Khoảng thời gian trị vì của Osorkon I được biết đến với nhiều công trình kỷ niệm được xây dựng và là một thời kỳ lâu dài và thịnh vượng trong lịch sử cổ đại.
Năm trị vì cao nhất của Osorkon I - "Năm thứ 33" - được tìm thấy trên mảnh băng quấn xác ướp của Nakhtefmut (không rõ ai). Vòng cổ menat đeo trên xác ướp này cũng có khắc tên ngai và tên riêng của vua Osorkon: Osorkon Sekhemkheperre . Năm trị vì này nhất định phải là của Osorkon I vì không có một vị vua nào thuộc đầu thời kỳ Vương triều thứ 22 mà thời gian cai trị lên đến 30 năm cho tới đời vua Osorkon II. Những cuộn vải lanh quấn xác của một người tên Khonsmaakheru (hiện lưu giữ tại Đức) cũng đánh dấu một số năm trị vì của Osorkon I, đó là năm thứ 11, 12 và 23. Các băng vải này tuy không mang tên của Osorkon nhưng chắc chắn thuộc về thời của ông bởi vì Khonsmaakheru có đeo một cái vòng cổ mang tên nhà vua, tương tự như của xác ướp Nakhtefmut. Điều thứ hai, cũng không có vị vua nào xung quanh Osorkon mà cai trị đến năm thứ 23, trong khi Shoshenq I mất vào năm thứ 22 của ông.
Nhà sử học Hy Lạp Manetho lại gán cho Osorkon I một triều đại kéo dài chỉ 15 năm. Đây có thể lại một lỗi nhỏ trong ghi chép, thay vì phải là 35 năm dựa vào cuộn băng thứ nhất, Kenneth Kitchen cho hay. Tên ngai của ông, Sekhemkheperre, nghĩa là "Quyền lực là hiện thân của thần Ra".
Cho tới nay người ta vẫn chưa tìm ra được lăng mộ của vua Osorkon I.

## Gia đình vương tộc
Osorkon I là con trai của vua Shoshenq I và vương hậu Karomama A, là anh cùng cha với hai hoàng tử Iuput A và Nimlot B. Những người vợ được biết đến của ông là Tashedkhonsu, Maatkare B và Shepensopdet A. Những bà này đã sinh cho ông ít nhất 4 người con:
- Pharaon Takelot I, con của Tashedkhonsu.
- Các vương tử Shoshenq C (mẹ là Maatkare B), Iuwelot, Smendes III đều được phong chức Đại tư tế của Amun.
- Pharaon Shoshenq II (?), điều này vẫn chưa được làm rõ.

## Người kế vị của Osorkon I
Mặc dù Takelot I được nghĩ là người kế nhiệm trực tiếp của Osorkon I, nhưng vẫn có một vua khác xen vào giữa hai cha con họ, đó là Heqakheperre Shoshenq II, người có thể cai trị trong một khoảng thòi gian ngắn ngủi. Mẹ của Takelot I, Tashedkhonsu chỉ là một thứ hậu, chỉ xuất hiện trên đúng duy nhất một tấm bia đá; trong khi Maatkare B mới là chính cung của Osorkon I, lại xuất hiện trên nhiều cổ vật. Maatkare B có thể là mẹ đẻ của Shoshenq II.
Tuy nhiên, một số người lại nghĩ rằng, Shoshenq II lại là con của Shoshenq I, dựa vào những kỷ vật bên trong lăng mộ của Shoshenq II. Những món đồ này mang tên và phong hiệu trước khi lên ngôi của Shoshenq I, "Shoshenq, thủ lĩnh của Meshwesh". Nếu điều này có thật, thì Shoshenq II và Osorkon I là hai anh em cùng cha. Kiểm tra pháp y xác ướp của Shoshenq II cho thấy, ông đã qua đời ở độ tuổi trên dưới 50. Vì vậy, Shoshenq II có thể đã vẫn còn sống sau triều đại 35 năm của Osorkon I và 13 năm của Takelot để kế vị ngai vàng trong một vài năm tiếp theo. Một lập luận chống lại giả thuyết này là hầu hết các vị vua của thời kỳ này thường được đặt theo tên của ông nội chứ không phải của người cha.
Trong khi Kenneth Kitchen đồng nhất Shoshenq II với hoàng tử Shoshenq C, thì Jürgen von Beckerath lại cho rằng Shoshenq II là một vị vua độc lập có niên đại kéo dài 2 năm. Giả thuyết của Beckerath dựa vào danh hiệu hoàng gia được sử dụng bởi Shoshenq II và lăng mộ của ông (tại Tanis) vẫn còn chất đầy những kho báu mà một vị vua xứng đáng được hưởng.
Một điều đáng nói là tên của Osorkon I lại không xuất hiện trên bất cứ món đồ nào. Điều này không thể xảy ra nếu Shoshenq II thực sự là con của ông. Xâu chuỗi những sự việc trên, có thể thấy rằng, Shoshenq II thật sự có một triều đại riêng cho chính mình và không phải chia sẻ ngai vàng với ai (đồng cai trị).
Sử gia Manetho lại nói rằng có "3 vua cai trị trong 25 năm" giữa 2 cha con Osorkon I và Takelot I. Đây có thể là một lỗi khác trong ghi chép của ông hoặc điều này ám chỉ đến chính Shoshenq II (cũng có thể là vua Tutkheperre Shoshenq cũng thuộc vương triều này).
Osorkon I cai trị Ai Cập trong sự yên bình, nhưng sang đến đời con trai và cháu nội, Takelot I và Osorkon II lại gặp khó khăn khi phải đối đầu với một vị vua khác, Harsiese A - vua của Vương triều thứ 23.

## Hình ảnh

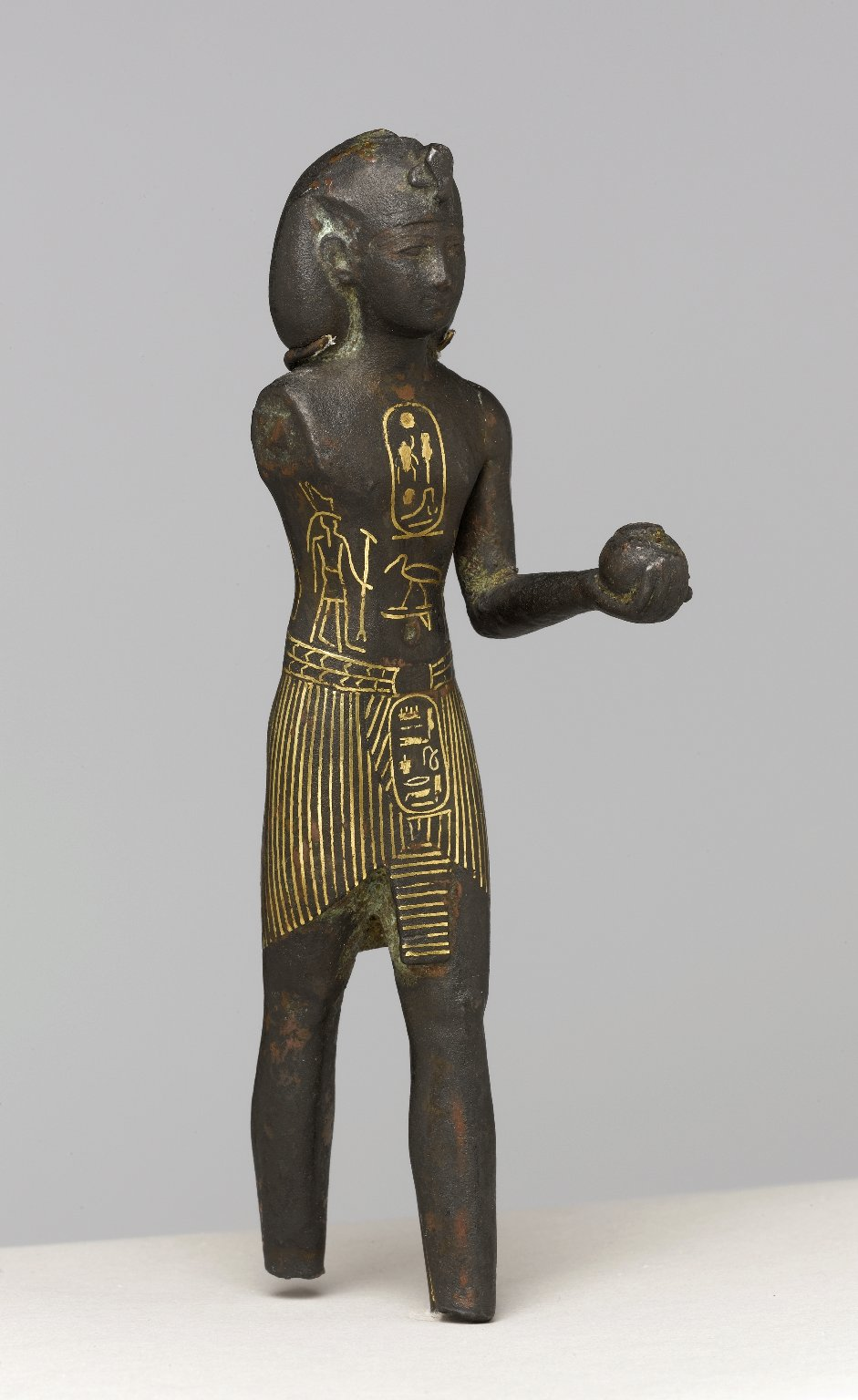
Một bức tượng khác của Osorkon I (Bảo tàng Brooklyn)
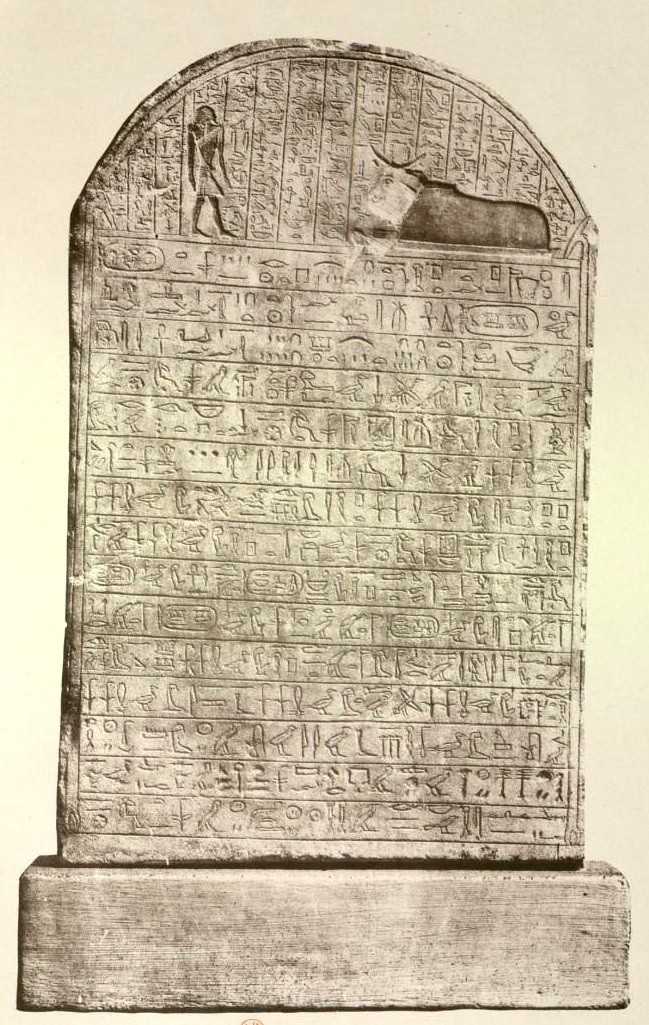
Tấm bia đá của tư tế Pasenhor. Trên đó có đề cập đến tên của vương hậu Tashedkhonsu
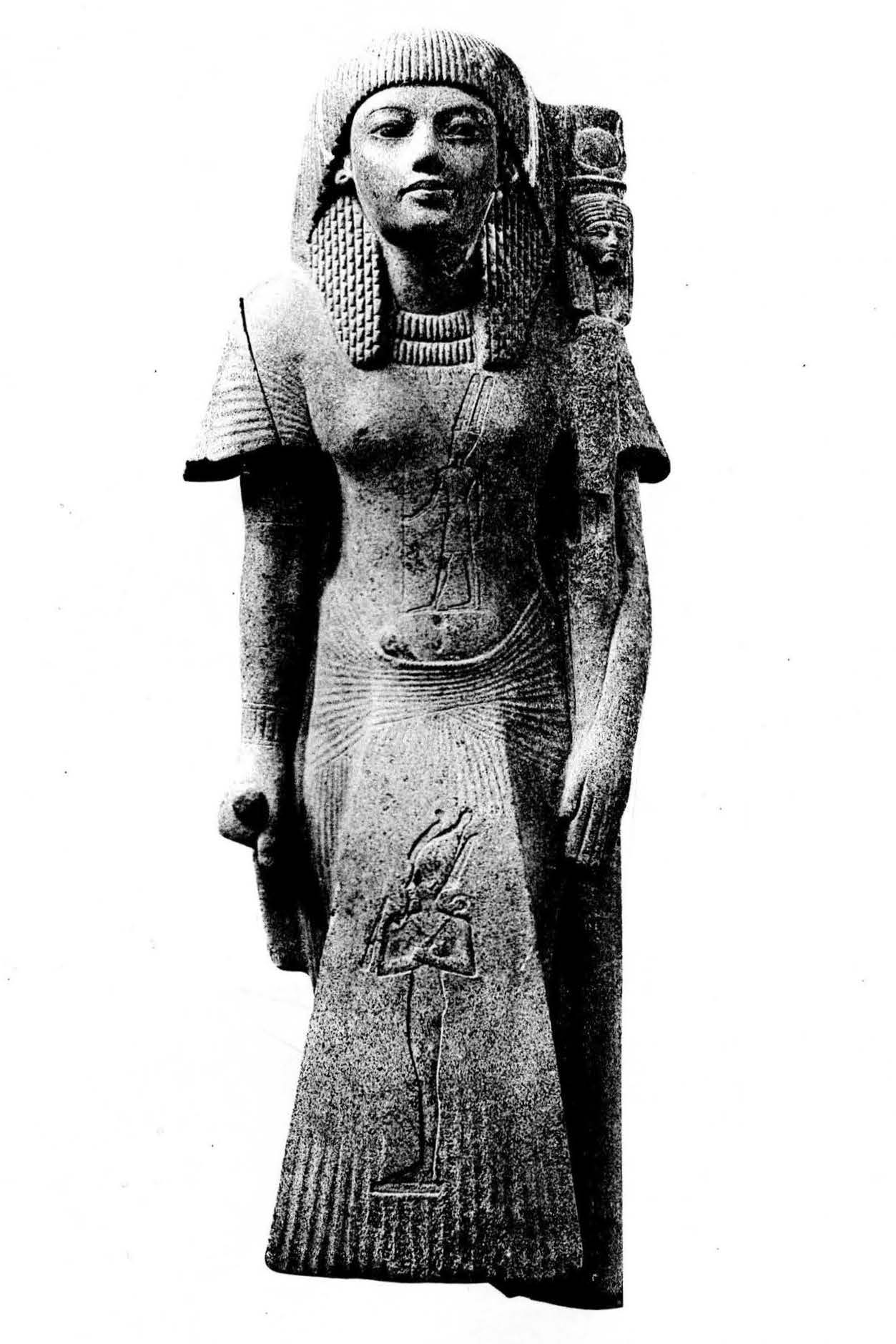
Bức tượng của Đại tư tế Shoshenq. Trên đó có khắc tên cha mẹ của ông, Osorkon I và Maatkare